# Classificatie van de dinosauriërs
De classificatie van de dinosauriërs is het vraagstuk hoe deze diergroep wetenschappelijk moet worden ingedeeld. Dit is nogal problematisch gebleken. Aan de ene kant zijn de dinosauriërs een van de best onderzochte diergroepen wat hun onderlinge verwantschap betreft; aan de andere kant leidt juist dit tot het lastig op te lossen probleem hoe we deze gegevens moeten inpassen in een taxonomische ordening.
In de traditionele taxonomie wordt aan groepen een bepaalde rang toegekend: familie, orde, klasse etc. Deze toekenning is natuurlijk volkomen kunstmatig en weerspiegelt niet een of andere overeenkomende toestand in de werkelijkheid. Het is alleen een hulpmiddel om het zaakje voor ons op een rijtje te zetten. Naarmate het aantal bekende soorten toenam, moesten er echter steeds meer rangen verzonnen worden (bv. superorde, suborde, infraorde, parvorde, etc. etc.) die allemaal iets suggereerden wat niet waar was: dat groepen met dezelfde rang een soort overeenkomende status zouden hebben.
Bij de dinosauriërs in het bijzonder doet zich dan nog het vreemde geval voor dat de traditionele taxonomie Aves (vogels) de rang van klasse toegekend heeft, terwijl die groep volgens de moderne inzichten hoogstens de status van microfamilie binnen de Theropoda zou mogen hebben. Niemand heeft het tot nog toe aangedurfd daar de uiterste consequentie uit te trekken en voor alle oude onderverdelingen van Aves nog meer nieuwe rangen te verzinnen. De professionele paleontologie gaat daarom tegenwoordig steeds meer over op een systeem waarin een rangloze stamboom (een "cladogram") gegeven wordt, een resultaat van een cladistische analyse. Verwarrend genoeg worden daarbij vaak nog steeds de oude namen gebruikt (zoals die met de "-ide" uitgang). Zo'n stamboom is een zeer ingewikkelde structuur. De indeling die hier gegeven wordt, en die zo'n cladogram nabootst door middel van inspringingen, is een veel overzichtelijker weergave, maar heeft het onvermijdelijke nadeel dat zij simpelweg incorrect moet zijn. De professionele inzichten veranderen daarbij zeer snel en zijn vaak ook niet met elkaar in overeenstemming. Bedacht moet dus worden, dat dit slechts een momentopname van het moderne onderzoek kan zijn: de moderne indeling bestaat niet en het is hoe dan ook onmogelijk alle moderne analyses in zo'n korte opsomming samen te vatten. Wel is het zo dat een gedeelte van de ordening per definitie waar is, dus simpelweg door de wijze waarop de verschillende groepen als clade gedefinieerd zijn.

## Weishampel, Dodson en Osmólska-classificatie
De tweede druk uit 2004 van het standaardwerk The Dinosauria geeft deze classificatie, voornamelijk van Weishampel, Dodson en Osmólska. Tussen haakjes staat een versimpelde notatie die aangeeft wat de inhoud is van de clade. Het plussymbool ("+") geeft aan dat de clade bestaat uit de laatste gemeenschappelijke voorouder van de taxa tussen haakjes, en al zijn afstammelingen. Het "groter dan"-symbool (">") geeft aan dat de clade bestaat uit alle vormen nauwer verwant aan het taxon links van het symbool dan aan het taxon rechts van het symbool. Als van bepaalde groepen de plaatsing onzeker is, staat er een vraagteken voor en kunnen ze op meerdere mogelijke posities getoond worden.

### Saurischia
(Tyrannosaurus/Allosaurus > Triceratops/Stegosaurus)
- Herrerasauria (Herrerasaurus > Liliensternus, Plateosaurus)
  - Herrerasauridae (Herrerasaurus + Staurikosaurus)
- ? Eoraptor lunensis
- Sauropodomorpha (Saltasaurus > Theropoda)
  -  ? Saturnalia tupiniquim
  -  ? Thecodontosauridae
  - Prosauropoda (Plateosaurus > Sauropoda)
    -  ? Thecodontosauridae
    -  ? Anchisauria (Anchisaurus + Melanorosaurus)
      -  ? Anchisauridae (Anchisaurus > Melanorosaurus)
      -  ? Melanorosauridae (Melanorosaurus > Anchisaurus)

    - Plateosauria (Jingshanosaurus + Plateosaurus)
      - Massospondylidae
      - Yunnanosauridae
      - Plateosauridae (Plateosaurus > Yunnanosaurus, Massospondylus)

  - Sauropoda (Saltasaurus > Plateosaurus)
    -  ? Anchisauridae
    -  ? Melanorosauridae
    - Blikanasauridae
    - Vulcanodontidae
    - Eusauropoda (Shunosaurus + Saltasaurus)
      -  ? Euhelopodidae
      - Mamenchisauridae
      - Cetiosauridae (Cetiosaurus > Saltasaurus)
      - Neosauropoda (Diplodocus + Saltasaurus)
        - Diplodocoidea (Diplodocus > Saltasaurus)
          - Rebbachisauridae (Rebbachisaurus > Diplodocus)
          - Flagellicaudata
            - Dicraeosauridae (Dicraeosaurus > Diplodocus)
            - Diplodocidae (Diplodocus > Dicraeosaurus)

        - Macronaria (Saltasaurus > Diplodocus)
          -  ? Jobaria tiguidensis
          - Camarasauromorpha (Camarasaurus + Saltasaurus)
            - Camarasauridae
            - Titanosauriformes (Brachiosaurus + Saltasaurus)
              - Brachiosauridae (Brachiosaurus > Saltasaurus)
              - Titanosauria (Saltasaurus > Brachiosaurus)
                - Andesauridae
                - Lithostrotia (Malawisaurus + Saltasaurus)
                  - Isisaurus colberti
                  - Paralititan stromeri
                  - Nemegtosauridae
                  - Saltasauridae (Opisthocoelicaudia + Saltasaurus)
- Theropoda (Passer domesticus > Cetiosaurus oxoniensis)
  -  ? Eoraptor lunensis
  -  ? Herrerasauridae
  - Ceratosauria (Ceratosaurus nasicornis > Aves)
    -  ? Coelophysoidea (Coelophysis > Ceratosaurus)
      -  ? Dilophosaurus wetherilli
      - Coelophysidae (Coelophysis + Megapnosaurus)

    -  ? Neoceratosauria (Ceratosaurus > Coelophysis)
      - Ceratosauridae
      - Abelisauroidea (Carnotaurus sastrei > C. nasicornis)
        - Abelisauria (Noasaurus + Carnotaurus)
          - Noasauridae
          - Abelisauridae (Abelisaurus comahuensis + C. sastrei)
            - Carnotaurinae (Carnotaurus > Abelisaurus)
            - Abelisaurinae (Abelisaurus > Carnotaurus)

  - Tetanurae (P. domesticus > C. nasicornis)
    -  ? Spinosauroidea (Spinosaurus aegyptiacus > P. domesticus)
      - Megalosauridae (Megalosaurus bucklandii > P. domesticus, S. aegyptiacus, Allosaurus fragilis)
        - Megalosaurinae (M. bucklandii > Eustreptospondylus oxoniensis)
        - Eustreptospondylinae (E. oxoniensis > M. bucklandii)

      - Spinosauridae (S. aegyptiacus > P. domesticus, M. bucklandii, A. fragilis)
        - Baryonychinae (Baryonyx walkeri > S. aegyptiacus)
        - Spinosaurinae (S. aegyptiacus > B. walkeri)

    - Avetheropoda (A. fragilis + P. domesticus) 
      - Carnosauria (A. fragilis > Aves)
        -  ? Spinosauroidea
        - Monolophosaurus jiangi
        - Allosauroidea (A. fragilis + Sinraptor dongi)
          - Allosauridae (A. fragilis > S. dongi, Carcharodontosaurus saharicus)
          - Sinraptoridae (S. dongi > A. fragilis, C. saharicus)
          - Carcharodontosauridae (C. saharicus > A. fragilis, S. dongi)

      - Coelurosauria (P. domesticus > A. fragilis)
        - Compsognathidae (Compsognathus longipes > P. domesticus)
        - Proceratosaurus bradleyi
        - Ornitholestes hermanni
        - Tyrannoraptora (Tyrannosaurus rex + P. domesticus)
          - Coelurus fragilis
          - Tyrannosauroidea (T. rex > Ornithomimus velox, Deinonychus antirrhopus, A. fragilis)
            - Dryptosauridae
            - Tyrannosauridae (T. rex + Tarbosaurus bataar + Daspletosaurus torosus + Albertosaurus sarcophagus + Gorgosaurus libratus)
              - Tyrannosaurinae (T. rex > A. sarcophagus)
              - Albertosaurinae (A. sarcophagus > T. rex)

          - Maniraptoriformes (O. velox + P. domesticus)
            - Ornithomimosauria (Ornithomimus edmontonicus + Pelecanimimus polyodon)
              - Harpymimidae
              - Garudimimidae
              - Ornithomimidae

            - Maniraptora (P. domesticus > O. velox)
              - Oviraptorosauria (Oviraptor philoceratops > P. domesticus)
                - Caenagnathoidea (O. philoceratops + Caenagnathus collinsi)
                  - Caenagnathidae (C. collinsi > O. philoceratops)
                  - Oviraptoridae (O. philoceratops > C. collinsi)
                    - Oviraptorinae (O. philoceratops + Citipati osmolskae)

                - Therizinosauroidea (Therizinosaurus + Beipiaosaurus)
                  - Alxasauridae
                  - Therizinosauridae

              - Paraves (P. domesticus > O. philoceratops)
                - Eumaniraptora (P. domesticus + D. antirrhopus)
                  - Deinonychosauria (D. antirrhopus > P. domesticus or Dromaeosaurus albertensis + Troodon formosus)
                    - Troodontidae (T. formosus > Velociraptor mongoliensis)
                    - Dromaeosauridae (Microraptor zhaoianus + Sinornithosaurus millenii + V. mongoliensis)

                  - Avialae (Archaeopteryx + Neornithes)

### Ornithischia
(Iguanodon/Triceratops > Cetiosaurus/Tyrannosaurus)
- ? Lesothosaurus diagnosticus
- ? Heterodontosauridae
- Genasauria (Ankylosaurus + Triceratops)
  - Thyreophora (Ankylosaurus > Triceratops)
    - Scelidosauridae
    - Eurypoda (Ankylosaurus + Stegosaurus)
      - Stegosauria (Stegosaurus > Ankylosaurus)
        - Huayangosauridae (Huayangosaurus > Stegosaurus)
        - Stegosauridae (Stegosaurus > Huayangosaurus)
          - Dacentrurus armatus
          - Stegosaurinae (Stegosaurus > Dacentrurus)

      - Ankylosauria (Ankylosaurus > Stegosaurus)
        - Ankylosauridae (Ankylosaurus > Panoplosaurus)
          - Gastonia burgei
          - Shamosaurus scutatus
          - Ankylosaurinae (Ankylosaurus > Shamosaurus)

        - Nodosauridae (Panoplosaurus > Ankylosaurus)

  - Cerapoda (Triceratops > Ankylosaurus)
    - Ornithopoda (Edmontosaurus > Triceratops)
      -  ? Lesothosaurus diagnosticus
      -  ? Heterodontosauridae
      - Euornithopoda
        - Hypsilophodon foxii
        - Thescelosaurus neglectus
        - Iguanodontia (Edmontosaurus > Thescelosaurus)
          - Tenontosaurus tilletti
          - Rhabdodontidae
          - Dryomorpha
            - Dryosauridae
            - Ankylopollexia
              - Camptosauridae
              - Styracosterna
                - Lurdusaurus arenatus
                - Iguanodontoidea (=Hadrosauriformes)
                  - Iguanodontidae
                  - Hadrosauridae (Telmatosaurus + Parasaurolophus)
                    - Telmatosaurus transsylvanicus
                    - Euhadrosauria
                      - Lambeosaurinae
                      - Saurolophinae (=Hadrosaurinae)

    - Marginocephalia
      - Pachycephalosauria (Pachycephalosaurus wyomingensis > Triceratops horridus)
        - Goyocephala (Goyocephale + Pachycephalosaurus)
          - Homalocephaloidea (Homalocephale + Pachycephalosaurus)
            - Homalocephalidae
            - Pachycephalosauridae

      - Ceratopia (Triceratops > Pachycephalosaurus)
        - Psittacosauridae
        - Neoceratopia
          - Coronosauria
            - Protoceratopidae
            - Bagaceratopidae
            - Ceratopoidea
              - Leptoceratopidae
              - Ceratopsomorpha
                - Ceratopidae
                  - Centrosaurinae
                  - Chasmosaurinae

## Cladogram
De indeling kan ook de vorm gegeven worden van een grafisch weergegeven evolutionaire stamboom, een cladogram:
| - Dinosauria (Dinosauriërs) - Ornithischia - Pisanosaurus - Genasauria - Thyreophora - Scelidosaurus - Eurypoda - Ankylosauria - Ankylosauridae - Nodosauridae - Stegosauria - Huayangosauridae - Stegosauridae - Cerapoda - Marginocephalia - Pachycephalosauria - Ceratopia - Psittacosauridae - Neoceratopia - Protoceratopidae - Ceratopidae - Centrosaurinae - Chasmosaurinae - Ornithopoda - Heterodontosauridae - Euornithopoda - Hypsilophodontidae - Dryosauridae - Camptosauridae - Iguanodontidae - Hadrosauridae - Saurischia - Sauropodomorpha - Prosauropoda - Sauropoda - Vulcanodontidae - Eusauropoda - Cetiosauridae - Neosauropoda - Diplodocoidea - Macronaria - Camarasauromorpha - Camarasauridae - Titanosauriformes - Euhelopodidae - Brachiosauridae - Titanosauria - Titanosauridae - Theropoda - Herrerasauridae - Neotheropoda - Coelophysoidea - Ceratosauria - Ceratosaurus - Abelisauroidea - Abelisauridae - Noasauridae - Tetanurae - Spinosauroidea - Spinosauridae - Spinosaurinae - Baryonychinae - Megalosauridae - Avetheropoda - Carnosauria - Allosauridae - Sinraptoridae - Carcharodontosauridae - Coelurosauria - Compsognathidae - Tyrannoraptora - Tyrannosauroidea - Tyrannosauridae - Tyrannosaurinae - Albertosaurinae - Maniraptoriformes - Ornithomimiformes - Alvarezsauridae - Ornithomimosauria - Maniraptora - Oviraptoriformes - Therizinosauria - Therizinosauroidea - Therizinosauridae - Oviraptorosauria - Avimimidae - Oviraptoroidea - Caenagnathidae - Oviraptoridae - Oviraptorinae - Ingeniinae - Eumaniraptora - Deinonychosauria - Troodontidae - Dromaeosauridae - Aves (Vogels) |